# Ристо Раса
Ристо Олаві Раса (нар. 29 квітня 1954, Гельсінкі) — фінський поет, професійний бібліотекар.

## Біографія
Дитинство і молодість провів у місті Вааса. Тепер мешкає в містечку Сомеро, де раніше працював бібліотекарем. 2018 року вийшов на пенсію.
Почав писати вірші ще в шкільному віці і першу збірку видав у 17 років. В своїх поезіях змальовує природу в усіх її проявах, часто з гумористичним відтінком, а також вдається до тем хатнього затишку, кохання й дитячих спогадів. На творчість Раси вплинули насамперед японська й китайська поезія, його вірші вирізняються безпосередністю й теплом. Поет здобув чимало літературних премій. Останнім часом майже не видає поетичних збірок, а пише здебільшого есеї й веде колонки в місцевих часописах.
2015 поет брав участь у Львівському книжковому форумі з презентацією книжки українських перекладів.

## Переклади
Українською мовою вірші Ристо Раси вперше видано 2014 року, збірка «Березовий рум'янець» вийшла в видавництві «Крок» (перекладач — Юрій Зуб). Його твори перекладено також шведською, німецькою, польською, чеською та англійською мовами.